# Pseudosciara longicera
Pseudosciara longicera är en tvåvingeart som beskrevs av Mohrig, Roeschmann och Björn Rulik 2004. Pseudosciara longicera ingår i släktet Pseudosciara och familjen sorgmyggor.
Artens utbredningsområde är Dominikanska republiken. Inga underarter finns listade i Catalogue of Life.